# Canton de Pionsat
Le canton de Pionsat est une ancienne division administrative française située dans le département du Puy-de-Dôme en région Auvergne. Il a été supprimé en 2015 à la suite du redécoupage des cantons du département.

## Géographie
Ce canton est organisé autour de Pionsat dans l'arrondissement de Riom. Son altitude varie de 359 m (Château-sur-Cher) à 803 m (La Cellette) pour une altitude moyenne de 580 m.

## Histoire
- De 1833 à 1848, les cantons de Montaigut et de Pionsat avaient le même conseiller général. Le nombre de conseillers généraux était limité à 30 par département[1].
- Les redécoupages des arrondissements intervenus en 1926 et 1942 n'ont pas affecté le canton de Pionsat.
- Le canton a été supprimé en 2015 à la suite du redécoupage des cantons du Puy-de-Dôme, appliqué le 25 février 2014 par décret : les 10 communes intègrent le nouveau canton de Saint-Éloy-les-Mines[2].

## Représentation

### Conseillers généraux de 1833 à 2015
| Période | Période      | Identité                                          | Étiquette                                        | Qualité |
| ------- | ------------ | ------------------------------------------------- | ------------------------------------------------ | --- |
| 1833    | 1839         | Antoine Thévenin (1757-1842)                      | Bonapartiste                                     | Propriétaire du château de Montcloux à Montaigut-en-Combraille Conseiller à la Cour impériale de Riom Député (1791-1792, 1795-1814) |
| 1839    | 1848 (décès) | Gilbert Mangerel (1795-1848)                      | Républicain                                      | Notaire, maire de Pionsat, conseiller d'arrondissement                                                                              |
| 1848    | 1852 (décès) | Aimé Mangerel (1823-1852)                         | Républicain                                      | Notaire à Pionsat |
| 1852    | 1880         | Achille Mangerel (1828-1894) (fils de Gilbert M.) | Républicain                                      | Propriétaire, maire de Pionsat |
| 1880    | 1893         | Gilbert Desmonteix                                | Républicain                                      | Notaire |
| 1898    | 1907         | Maxime Mangerel (fils d'Achille Mangerel)         | Républicain                                      | Agriculteur - Maire de Pionsat |
| 1907    | 1940         | André-Jean Maymat                                 | Rad.                                             | Notaire honoraire à Clermont-Ferrand                                                                                                |
|         |              |                                                   |                                                  | |
| 1945    | 1969 (décès) | Camille Vacant                                    | Mouvements unifiés de la Résistance SFIO puis PS | Instituteur, directeur d'école Maire de Saint-Maurice-près-Pionsat                                                                  |
| 1969    | 1973         | Jean Vacant (fils du précédent)                   | SFIO                                             | Chirurgien Maire de Saint-Maurice-près-Pionsat                                                                                      |
| 1973    | 1992         | Jacques Paquet                                    | DVD puis UDF                                     | Ancien Chef de cabinet du Ministre de la Santé Publique Maire de Pionsat                                                            |
| 1992    | 1997 (décès) | Edmond Vacant (fils de C.Vacant)                  | PS                                               | Instituteur Député (1973-1986 et 1988-1993) Maire de Mozac (1965-1995) Ancien conseiller général du Canton de Riom-Ouest            |
| 1997    | 2001 (décès) | Pierre Maymat                                     | DVD                                              | Maire de Pionsat |
| 2001    | 2011         | Michel Barrette                                   | PS puis DVG                                      | Maire de Saint-Maigner jusqu'en 2008                                                                                                |
| 2011    | 2015         | Laurent Dumas                                     | PS                                               | Enseignant Maire de Saint-Maigner depuis 2008 Elu en 2015 dans le Canton de Montaigut                                               |

### Conseillers d'arrondissement (de 1833 à 1940)
| Période                                  | Période                   | Identité                                      | Étiquette                 | Qualité |
| ---------------------------------------- | ------------------------- | --------------------------------------------- | ------------------------- | --- |
| 1833                                     | 1839                      | Gilbert Mangerel                              |                           | Notaire, maire de Pionsat                                                                                   |
| 1839                                     | 1848                      | Jacques Bathiat fils                          |                           | Maire adjoint de Pionsat                                                                                    |
| 1848                                     | 1852                      | Amable Rance                                  |                           | Notaire à Saint-Maurice-près-Pionsat                                                                        |
| 1852                                     | 1880                      | Gilbert Bougerol fils                         |                           | Notaire à Pionsat                                                                                           |
| 1880                                     | 1886                      | Emmanuel-Jean-Marie Depoux                    | Républicain               | Docteur en médecine à Pionsat                                                                               |
| 1886                                     | 1901                      | Antoine Depoux (1813-1907, père du précédent) | Républicain               | Médecin à Mainsat, propriétaire à Pionsat                                                                   |
| juillet 1901                             | 26 août 1901 (annulation) | Gilbert-Lucien-Maurice Pradon-Vallancy        |                           | Agriculteur à Pionsat                                                                                       |
| 21 oct.1901                              |                           | Antoine Depoux                                | Radical                   | Médecin à Mainsat, propriétaire à Pionsat                                                                   |
|                                          | 1907                      | Maurice Pradon                                | Républicain modéré        | Ancien maire de Montaigut-en-Combraille                                                                     |
| 1907                                     | 1940                      | Théodore Francisque Gagnière                  | Indépendant puis Rad.ind. | Médecin du service des enfants assistés, Pionsat                                                            |
| 1940                                     |                           |                                               |                           | Les conseils d'arrondissement ont été suspendus par la loi du 12 octobre 1940 et n'ont jamais été réactivés |
| Les données manquantes sont à compléter. |                           |                                               |                           | |

## Composition
Le canton de Pionsat groupait 10 communes et comptait 2 577 habitants en 2012 (population municipale).
| Nom                        | Code Insee | Intercommunalité         | Population (dernière pop. légale) |
| -------------------------- | ---------- | ------------------------ | --------------------------------- |
| Pionsat (chef-lieu)        | 63281      | CC du Pays de Saint-Éloy | 1 108 (2014)                      |
| Bussières                  | 63060      | CC du Pays de Saint-Éloy | 100 (2014)                        |
| La Cellette                | 63067      | CC du Pays de Saint-Éloy | 172 (2014)                        |
| Château-sur-Cher           | 63101      | CC du Pays de Saint-Éloy | 78 (2014)                         |
| Le Quartier                | 63293      | CC du Pays de Saint-Éloy | 209 (2014)                        |
| Roche-d'Agoux              | 63304      | CC du Pays de Saint-Éloy | 102 (2014)                        |
| Saint-Hilaire              | 63360      | CC du Pays de Saint-Éloy | 172 (2014)                        |
| Saint-Maigner              | 63373      | CC du Pays de Saint-Éloy | 197 (2014)                        |
| Saint-Maurice-près-Pionsat | 63377      | CC du Pays de Saint-Éloy | 365 (2014)                        |
| Vergheas                   | 63447      | CC du Pays de Saint-Éloy | 70 (2014)                         |

## Démographie
| 1962  | 1968  | 1975  | 1982  | 1990  | 1999  | 2006  | 2011  | 2012  |
| ----- | ----- | ----- | ----- | ----- | ----- | ----- | ----- | ----- |
| 4 294 | 3 921 | 3 558 | 3 241 | 2 788 | 2 517 | 2 541 | 2 581 | 2 577 |